# Альбиль, Дамиан
Дамиа́н Гонса́ло Альби́ль (исп. Damián Gonzalo Albil; род. 9 февраля 1979, Ломас-де-Самора, провинция Буэнос-Айрес) — аргентинский футболист, вратарь.

## Биография
Воспитанник клуба «Индепендьенте», в котором он начал профессиональную карьеру в 2000 году. До 2004 года безуспешно пытался стать игроком основы «Красных дьяволов», проведя за команду в общей сложности 19 матчей в чемпионате Аргентины. Он был частью команды, выигравшей Апертуру 2002 года.
Затем Альбиль перешёл в «Эстудиантес» из Ла-Платы. Вплоть до 2009 года Альбиль оставался резервным вратарём (после Мариано Андухара). Все успехи клуба последних лет (чемпионство в Апертуре 2006, финал ЮАК 2008, победа в Кубке Либертадорес 2009) прошли для Альбиля в основном как для игрока резерва, изредка появляющегося в основе.
Однако после победы в Кубке Либертадорес 2009 уход Андухара позволил Альбилю, наконец, занять прочное место в основе команды. Он провёл все матчи Апертуры 2009, а также сыграл в победном полуфинале клубного чемпионата мира.
В сезоне 2010/11 Альбиль на правах аренды играл за «Сан-Лоренсо», где был прочным игроком основы в обоих чемпионатах — в Апертуре и Клаусуре. В середине 2011 года вернулся в «Эстудиантес». В сезоне 2012/13 стал игроком «Тигре», с которым сумел дойти до финала Южноамериканского кубка. В 2017 году вместе с командой выиграл этот турнир, хотя не сыграл в нём ни одного матча. 30 июня 2018 года контракт Альбиля с «Индепендьенте» завершился и вратарь стал свободным агентом.

## Титулы
- Чемпион Аргентины (2): 2002 (Апертура), 2006 (А)
- Обладатель Кубка Либертадорес (1): 2009
- Обладатель Южноамериканского кубка (1): 2017 (не играл)
- Финалист Южноамериканского кубка (1): 2012